# Sebadoh
Sebadoh (читается как Себадо) — американская инди-рок группа, образованная Лу Барлоу, бас-гитаристом группы Dinosaur Jr. Наряду с такими группами, как Pavement и Guided by Voices , Sebadoh помогли развитию lo-fi музыки, для которой характерна нарочито грязная запись, осуществляемая, зачастую, при помощи простых четырехдороженых магнитофонов. Первые релизы группы, такие как Weed Forestin' и Sebadoh III , были типичными для этого стиля.

## Состав
- Лу Барлоу — бас-гитара, вокал
- Эрик Гафни — гитара, клавишные, ударные
- Джейсон Лауинстейн — бас-гитара, гитара, вокал

## История создания
С первых дней своего существования группа Sebadoh была и остается одним из самых непредсказуемых явлений инди-рока. Она постоянно удивляет нас мультижанровыми экспериментами и меняющимися ролями её участников. Музыка Sebadoh, вобравшая в себя все, от джэнгл-попа до нойз-рока, стала калейдоскопом музыкальных направлений альтернативы 80-х и 90-х годов.
Группу Sebadoh (на самом деле это слово ничего не означает) собрал Лу Барлоу, причем собрал он её, еще будучи басистом не менее замечательного коллектива - Dinosaur Jr. Тот, в свою очередь, был образован в 1983 году, когда Лу и его товарищ, барабанщик Джей Маскис (J. Mascis), решили трансформировать свой предыдущий проект - хардкор-группу Deep Wound.
Во второй половине 80-х Dinosaur Jr. обрел свою аудиторию. Несмотря на то, что лидером группы фактически являлся Маскис, Лу также активно участвовал в творческом процессе, так, например, в альбом «You’re Living All Over Me» 1987 года вошли две его песни. Однако превалирование Маскиса не давало возможности полностью реализовать творческий потенциал Барлоу. Поэтому Лу искал способы самовыражения «на стороне», и в 1987 году Лу Барлоу под именем Sentridoh выпустил «Weed Forestin» - 30-минутную кассету акустических песен, записанных дома на 4-дорожечный магнитофон.

## Дискография Sebadoh
- The Freed Man (Homestead) — 1989
- Weed Forestin' (Homestead) — 1990
- The Freed Weed (Homestead) — 1990
- Sebadoh III (Homestead) — 1991
- Rocking The Forrest (Sub Pop) — 1992
- Sebadoh Vs Helmet (Sub Pop/Domino) — 1992
- Smash Your Head On The Punk Rock (Sub Pop) — 1992
- Bubble & Scrape (Sub Pop) 1993
- In Tokyo (Sub Pop) — 1994 (Live)
- Bakesale (Sub Pop) — 1994
- Harmacy (Sub Pop/Domino) — 1996
- The Sebadoh (Sire) — 1999
- Act Surprised — 2019